# Міро Тенго
Міро Тенго (фін. Miro Tenho, нар. 2 квітня 1995, Кааріна, Фінляндія) — фінський футболіст, центральний захисник клубу ГІК.

## Ігрова кар'єра

### Клубна
Міро Тенго є вихованцем футбольної академії з міста Турку. На професійному рівні він дебютував у 2014 році у клубі ТПС. В тому ж сезоні клуб вилетів з Вейккаусліги але Тенго прордовжив грати в команді і наступні три сезони провів в дивізіоні Юккенен. У 2017 році ТПС виграв турнір і Тенго знову разом з клубом повернувся до еліти.
2019 рік футболіст провів у складі клубу «Інтер» з Турку. І став срібним призером чемпіонату країни.
Сезон 2020 рок Міро Тенго розпочав вже як гравець столичного клубу ГІК. З яким став чемпіоном та переможцем Кубка Фінляндії.

### Збірна
З 2012 року Міро Тенго виступав за юнацькі збірні Фінляндії.

## Титули
Інтер (Турку)
 Віце-чемпіон Фінляндії: 2019
ГІК
 Чемпіон Фінляндії (3): 2020, 2021, 2022
 Переможець Кубка Фінляндії: 2020
 Переможець Кубка фінської ліги: 2023